# Arteria basilaris

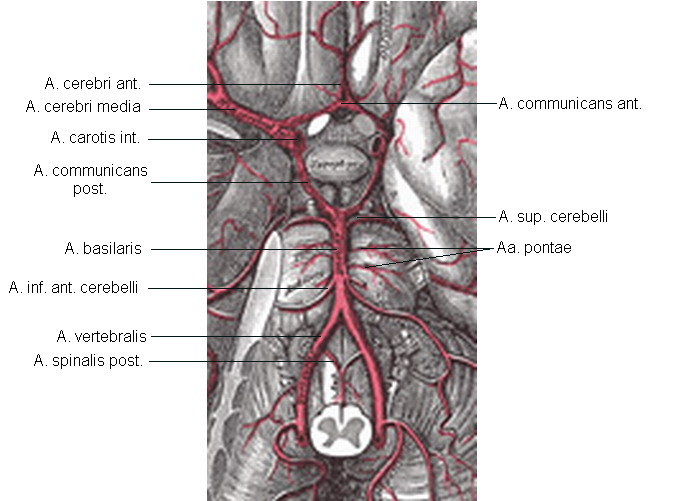
Arteria basilaris

Die Arteria basilaris ist eine der Schlagadern, die das Gehirn mit sauerstoffreichem Blut versorgt.

## Anatomie
Die Arteria basilaris entsteht aus der Vereinigung der beiden Arteriae vertebrales an der Grenze zwischen Medulla oblongata und Pons. Daher bezeichnet man das gesamte Versorgungsgebiet auch als vertebrobasiläres Stromgebiet. Im Durchschnitt hat sie eine Länge von 3 cm, einen Durchmesser von 3 mm und zieht durch die Cisterna pontis nach rostral. Dabei liegt sie im Sulcus basilaris, der durch die beidseits von ihm lokalisierten Wülste der Pyramidenbahnen gebildet wird und in der Mitte des Pons zu finden ist. Am vorderen Brückenrand oder in der Fossa interpeduncularis teilt sie sich in die beiden Arteriae cerebri posteriores. Diese Aufteilung liegt dabei in der Regel in Höhe des Dorsum sellae. In ihrem Verlauf gibt sie zur Versorgung des Kleinhirns (Cerebellum) zunächst die Arteriae inferiores anteriores cerebelli (klinischer Jargon: AICA) und kurz vor ihrer Aufteilung die Arteriae superiores cerebelli ab. Zudem versorgt sie mit der Arteria labyrinthi, die jedoch häufig auch aus der A. inferior anterior cerebelli entspringt, das Innenohr. Mit zahlreichen kleineren Ästen, die Rami ad pontem oder auch Arteriae pontis genannt werden, versorgt sie außerdem den medialen Teil der Pons und der Medulla oblongata. Diese wiederum kann man entsprechend ihrer Eintrittstellen bzw. Versorgungsgebiete in mediale, mediolaterale und laterale Äste (Rami paramediani, Rami circumferentes breves und Rami circumferentes longi) unterscheiden, wobei die medialen Äste die arterielle Blutversorgung der angrenzenden Bereiche der Pons, die lateralen Äste die der lateralen Ponsabschnitte und des Pedunculus cerebellaris medius übernehmen.

### Anatomische Varietäten
Im Alter kann sich die verlängerte Arterie verbiegen und sich der Teilungsort für die Arteriae cerebri posteriores nach rostral verschieben. Dabei ist die konkave Seite der Verbiegung in den meisten Fällen gegen die stärkere Arteria vertebralis gerichtet. Der Durchmesser kann zwischen 2,7 und 4,3 mm variieren.
Die Arteria basilaris kann als anatomische Variante stellenweise doppelt ausgebildet sein ('„Knopflochdeformität“) als Ausdruck ihrer Entstehung aus den beiden Vertebralarterien.

## Pathologie
Entsprechend ihren Versorgungsgebieten treten bei Mangeldurchblutungen im Bereich der Arteria basilaris Symptome wie Schwindelgefühl und Ohrgeräusche durch die Minderversorgung des Innenohrs und der Kerngebiete des Nervus vestibulocochlearis in der Medulla oblongata auf. Ebenso können bei Ischämien in diesen Gebieten sowie des Kleinhirns Gleichgewichtsstörungen oder bei Durchblutungsstörungen der großen auf- und absteigenden Bahnen Lähmungserscheinungen und Sensibilitätsstörungen auftreten. Diese sind oft nur auf eine Körperhälfte beschränkt, da meist nur einzelne Äste der Basilararterie betroffen sind. Solche Durchblutungsstörungen können nicht nur bei Gefäßveränderungen im Bereich des vertebrobasilären Stromgebietes, sondern auch beim Subclavian-Steal-Syndrom auftreten.
Bei einer Thrombose der Arteria basilaris kann es zu ausgeprägten Formen eines lebensbedrohlichen Hirnstamminfarkts mit der Folge einer Tetraparese (Lähmung aller Extremitäten), schweren Sensibilitätsstörungen, Schluckstörungen und Störungen der Atmung kommen. Die schwerste Form des Hirnstamminfarkts, das Locked-in-Syndrom, geht mit absoluter Reglosigkeit von Rumpf, Extremitäten und Kopf einher. Nur vertikale Augenbewegungen sind willkürlich möglich. Dabei ist das Bewusstsein im Unterschied zum Wachkoma weitgehend erhalten.